# Kuwejt na Letnich Igrzyskach Olimpijskich 2020
Kuwejt na Letnich Igrzyskach Olimpijskich 2020 – występ kadry sportowców reprezentujących Kuwejt na igrzyskach olimpijskich, które odbyły się w Tokio w Japonii, w dniach 23 lipca - 8 sierpnia 2021 roku.  
Reprezentacja Kuwejtu liczyła dziesięciu zawodników (2 kobiety i 8 mężczyzn), którzy wystąpili w 5 dyscyplinach. To trzynasty z kolei udział tego kraju w letnich igrzyskach.

## Zdobyte medale
| Medal | Zawodnik            | Dyscyplina  | Konkurencja | Rezultat            | Data     |
| ----- | ------------------- | ----------- | ----------- | ------------------- | -------- |
| Brąz  | Abdullah Al-Rashidi | Strzelectwo | Skeet       | 46 punktów w finale | 26 lipca |

## Reprezentanci
| Zawodnik                 | Data urodzenia            | Dyscyplina    |
| ------------------------ | ------------------------- | ------------- |
| Abdulrahman Al-Faihan    | 24 stycznia 1986(dts)     | Strzelectwo   |
| Mansour Al-Rashidi       | 4 grudnia 1984(dts)       | Strzelectwo   |
| Abdulrahman Al-Fadhel    | 9 lipca 1994(dts)         | Wioślarstwo   |
| Sayed Mohammed Al-Mosawi | 12 maja 1995(dts)         | Karate        |
| Abdullah Al-Rashidi      | 21 sierpnia 1963(dts)     | Strzelectwo   |
| Talal Al-Rashidi         | 24 lipca 1993(dts)        | Strzelectwo   |
| Yaqoub Al-Youha          | 31 stycznia 1993(dts)     | Lekkoatletyka |
| Abbas Qali               | 11 października 1992(dts) | Pływanie      |

| Zawodniczka         | Data urodzenia        | Dyscyplina    |
| ------------------- | --------------------- | ------------- |
| Mudhawi Al-Shammari | 25 kwietnia 1998(dts) | Lekkoatletyka |
| Lara Dashti         | 24 stycznia 2004(dts) | Pływanie      |

## Wyniki

### Karate
| Zawodnik           | Konkurencja   | Eliminacje | Eliminacje | Eliminacje | Eliminacje | Eliminacje | Finał | Pozycja | Źródło |
| Zawodnik           | Konkurencja   | 1 kata     | 2 kata     | Średnia    | 3 kata     | Wynik      | Finał | Pozycja | Źródło |
| ------------------ | ------------- | ---------- | ---------- | ---------- | ---------- | ---------- | ----- | ------- | ------ |
| Mohammad Al-Mosawi | kata mężczyzn | 24,32      | 24,24      | 24,28      | NQ         | NQ         | NQ    | 9.      | [ 1 ]  |

### Lekkoatletyka
Konkurencje biegowe
| Zawodnik            | Konkurencja           | Eliminacje | Eliminacje | 1 Runda | 1 Runda | Półfinał | Półfinał | Finał | Finał   | Źródło |
| Zawodnik            | Konkurencja           | Wynik      | Miejsce    | Wynik   | Miejsce | Wynik    | Miejsce  | Wynik | Miejsce | Źródło |
| ------------------- | --------------------- | ---------- | ---------- | ------- | ------- | -------- | -------- | ----- | ------- | ------ |
| Yaqoub Al-Youha     | 110 m przez płotki(m) | N/A        | N/A        | 13,69   | 7.      | NQ       | NQ       | NQ    | NQ      | [ 2 ]  |
| Mudhawi Al-Shammari | 100 m (k)             | 11,82      | 3.         | 11,81   | 8.      | NQ       | NQ       | NQ    | NQ      | [ 3 ]  |

### Pływanie
| Zawodnik    | Konkurencja          | Eliminacje | Eliminacje | Półfinał | Półfinał | Finał | Finał   | Źródło |
| Zawodnik    | Konkurencja          | Czas       | Miejsce    | Czas     | Miejsce  | Czas  | Miejsce | Źródło |
| ----------- | -------------------- | ---------- | ---------- | -------- | -------- | ----- | ------- | ------ |
| Abbas Qali  | 100 m motylkowym (m) | 53,62      | 48.        | NQ       | NQ       | NQ    | NQ      | [ 4 ]  |
| Lara Dashti | 50 m dowolnym (k)    | 29,69      | 67.        | NQ       | NQ       | NQ    | NQ      | [ 5 ]  |

### Strzelectwo
| Zawodnik              | Konkurencja | Kwalifikacje | Kwalifikacje | Finał | Finał   | Źródło      |
| Zawodnik              | Konkurencja | Wynik        | Pozycja      | Wynik | Pozycja | Źródło      |
| --------------------- | ----------- | ------------ | ------------ | ----- | ------- | ----------- |
| Abdullah Al-Rashidi   | skeet (m)   | 122+7        | 5.           | 46    | brąz    | [ 6 ] [ 7 ] |
| Mansour Al-Rashidi    | skeet (m)   | 120          | 16.          | NQ    | NQ      | [ 6 ] [ 7 ] |
| Talal Al-Rashidi      | trap (m)    | 122+16       | 9.           | NQ    | NQ      | [ 8 ] [ 9 ] |
| Abdulrahman Al-Faihan | trap (m)    | 123+20       | 3.           | 18    | 6.      | [ 8 ] [ 9 ] |

### Wioślarstwo
| Zawodnik              | Konkurencja | Eliminacje | Eliminacje | Repasaż | Repasaż | Ćwierćfinały | Ćwierćfinały | Półfinały            | Półfinały | Finał           | Finał | Miejsce | Źródło |
| Zawodnik              | Konkurencja | Czas       | M.         | Czas    | M.      | Czas         | M.           | Czas                 | M.        | Czas            | M.    | Miejsce | Źródło |
| --------------------- | ----------- | ---------- | ---------- | ------- | ------- | ------------ | ------------ | -------------------- | --------- | --------------- | ----- | ------- | ------ |
| Abdulrahman Al-Fadhel | M1x         | 8:49,03    | 5.         | 9:04,73 | 4.      | N/A          | N/A          | 8:56,83 Półfinał E/F | 4.        | 8:32,67 Finał F | 2.    | 31.     | [ 10 ] |